# Font de la Riera
La Font de la Riera és una surgència als afores de Santpedor, de llarga tradició a la vila.
La font és a 2,5 km al sud-est de Santpedor, a tocar de la séquia. Tot i trobar-se just al costat de la séquia, les seves aigües tenen un origen completament independent. Com que era una de les escasses fonts del terme, les famílies i les colles d'amics acostumaven a anar a celebrar-hi fontades en els caloross dies d'estiu i a banyar-se a les aigües –abans més cabaloses– del Riu d'Or.